# Sh2-148
Sh2-148 est une nébuleuse en émission visible dans la constellation de Céphée.
Elle est située sur le bord sud-est de la constellation, près de la frontière avec Cassiopée. La période la plus appropriée pour son observation dans le ciel du soir tombe entre les mois de juillet et décembre et elle est considérablement facilitée pour les observateurs situés dans les régions de l'hémisphère boréal, où elle se produit circumpolaire jusqu'aux régions tempérées chaudes.
Il s'agit d'une faible région H II constituant la partie centrale d'une région de formation d'étoiles qui comprend également la région Sh2-149 voisine et, peut-être aussi le rémanent de supernova Sh2-147. Le complexe serait situé sur le bras de Persée à une distance d'environ 5 500 pc (∼17 900 al). Selon le catalogue Avedisova, une étoile bleue de classe spectrale O8V et une étoile bleue de classe B0V sont responsables de l'ionisation des gaz dans le complexe. L'amas ouvert King 10 et six sources de rayonnement infrarouge se trouveraient également à proximité de ce système. Parmi celles-ci se détache la source 2MASX J22555978+5814424, coïncidant avec un jeune objet stellaire, auquel sont liées des émissions correspondant à la longueur d'onde de monoxyde de carbone et d'ammoniac.
Ces trois nébuleuses constituent l'un des deux principaux amas d'un nuage moléculaire géant connu sous le nom de [UUT2000] Nuage A, qui avec une masse de 105 000 M☉ est l'un des nuages les plus grands et les plus massifs connus dans cette section du Bras de Persée. Le deuxième épaississement correspond aux nébuleuses Sh2-152 et Sh2-153, situées plus à l'est,.